# 中央鉄道学園
中央鉄道学園（ちゅうおうてつどうがくえん）は、東京都国分寺市泉町二丁目（西国分寺駅の南側）にかつて存在した日本国有鉄道（国鉄）の教育機関。1961年（昭和36年）までは「中央鉄道教習所（Central Railway Training School）」、さらにその前身は鉄道省の「東京鉄道教習所」（豊島区西池袋）である。本所（国分寺）の開設により、三島・池袋は分教所となった。
1987年（昭和62年）に国鉄が分割民営化される際に、国鉄の債務を返済する目的で閉鎖され、敷地は売却された。

## 概要

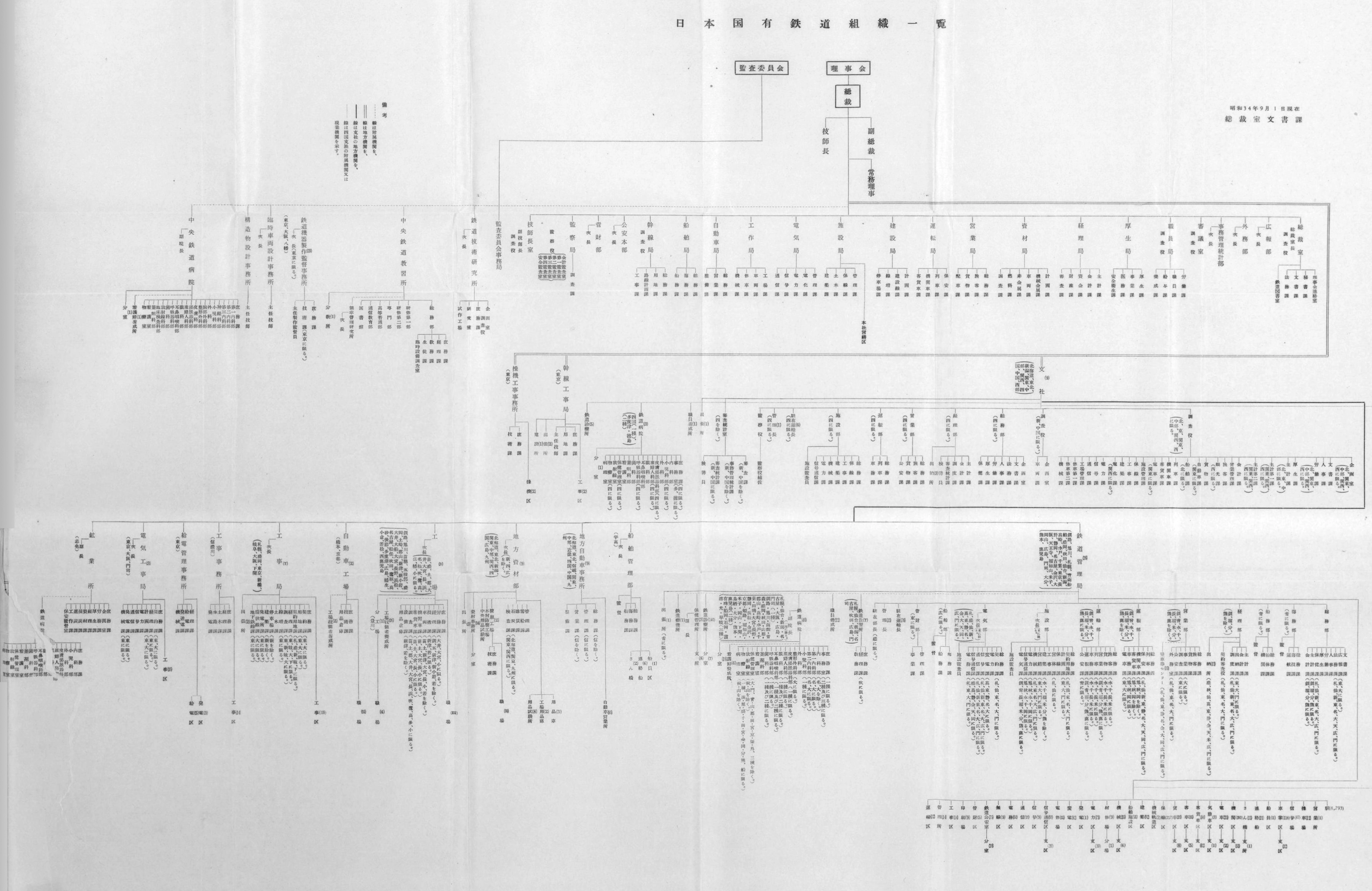
支社時代の国鉄組織図（1959年9月1日時点）。中央鉄道教習所として掲載される。

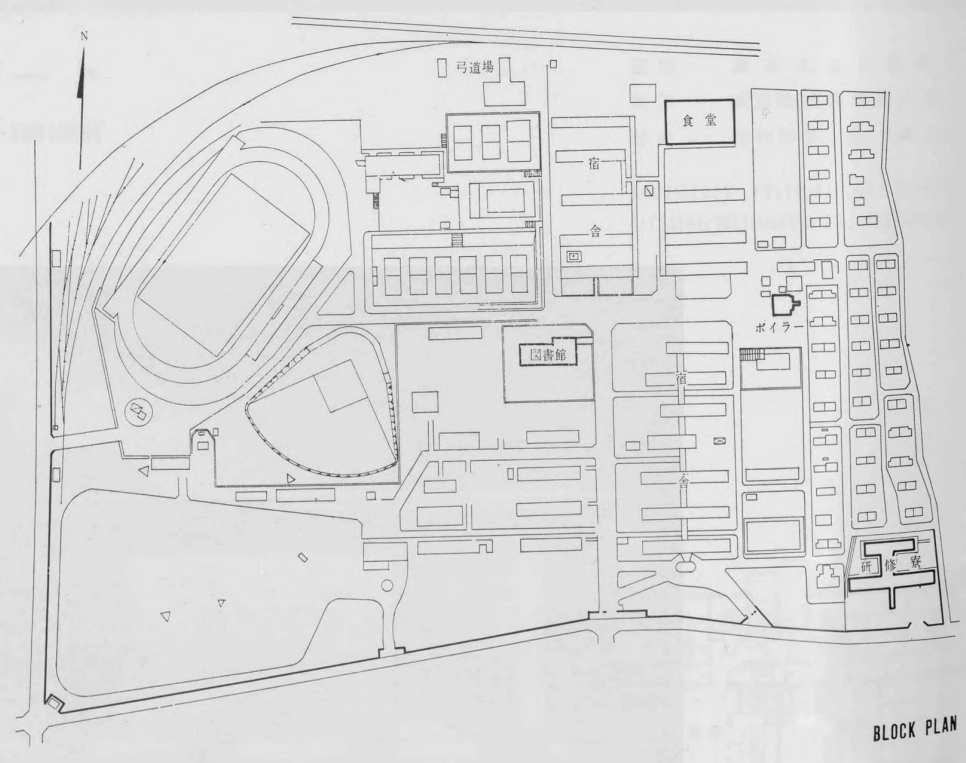
1960年の敷地図

第4代国鉄総裁・十河信二は、1953年（昭和28年）より中央線国分寺－国立間の南側に広大な敷地があった中央鉄道教習所を、1961年（昭和36年）に「中央鉄道学園」と改称、新たにスタートさせた。十河はこれを「国鉄大学」にして、高卒の国鉄職員に大学卒業資格をとらせようと文部省と交渉した。学園の大学認可は下りなかったが、十河総裁時代の中央鉄道学園は「事実上の大学教育課程に相当する充実ぶりを示した」という。同学園には鉄道省時代から引き継いだ3年の大学課程が設けられていた。鉄道専門学科と一般の大学と同じ各種科目を教え、講師は国鉄本社や鉄道技術研究所のほか東京大学、一橋大学、東京工業大学などから招いた。
入学定員は180人（1970年代当時）で
、総計で約1万3千人が学んだ。同課程の学生は国鉄職員として雇用され、学園内では国鉄の制服を着用した。修了によって国鉄内部における人事処遇で大学卒業者相当の扱いとなった。そのため、国鉄内部でもこの大学課程を一部で「鉄道大学校」と呼称することもあった。
また鉄道管理局が所管した各地方の鉄道学園と同じく、動力車操縦者の養成および転換教育なども行った。
約22万平方メートルの敷地に校舎や実習設備、図書館、学生寮、陸上競技場、野球場などを備えていた。国分寺駅から旧下河原線（中央本線の支線）を利用した引き込み線（総延長1890メートル）が引かれており、構内には新幹線0系・101系電車・EF60形機関車などの古い鉄道車両が教育目的で多数存在した。
毎年10月頃に富士見祭と称する学園祭で一般公開が行われた。車両公開のほか、研修用のマルスを使い希望の区間のダミー切符を発行したり、0系のビュッフェ車を用いて喫茶室を営業した。

## 現況
敷地売却後、遺跡調査で東山道武蔵路が発掘され、一部が復元保存されている。跡地には団地（ゆかり、トミンハイム）、中央鉄道学園の記念碑が設置された東京都立武蔵国分寺公園（建設中の仮称は泉町公園）、総務省情報通信政策研究所（2004年に目黒区駒場から移転）、東京都立多摩図書館（2017年に立川市錦町から移転）、東京都公文書館（2020年に世田谷区玉川から移転）などが整備され、2025年1月には国分寺市役所の新庁舎も開庁した。
国分寺駅高尾寄りの中央本線の線路脇に引き込み線の跡が一部残っていたが、2008年頃にレールは撤去された。